# Décès en 1247
Décès
- 1243
- 1244
- 1245
- 1246
- 1247
- 1248
- 1249
- 1250
- 1251

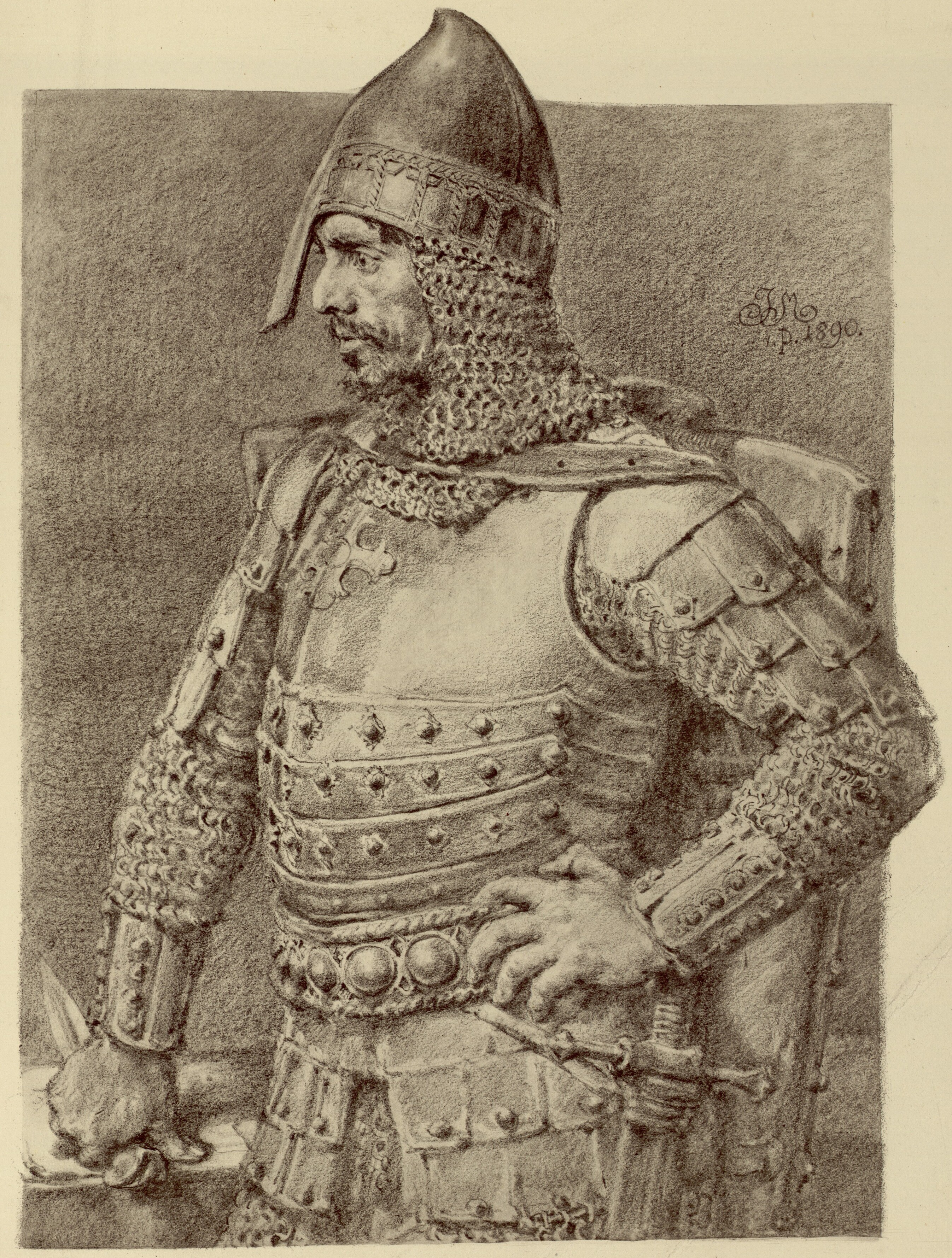
Conrad Ier de Mazovie, mort en 1247.

Cette page dresse une liste de personnalités mortes au cours de l'année 1247 :
- 3 janvier : Vladislav III de Moravie, margrave de Moravie et duc titulaire d'Autriche.
- 12 février : Ermesinde Ire de Luxembourg, comtesse de Luxembourg, de La Roche, de Durbuy et marquise d'Arlon.
- 16 février : Henri Raspe, landgrave de Thuringe.
- 25 février : Henri IV de Limbourg, duc de Limbourg et de Berg.
- 5 mai : 
  - Richard de Bures 17e Grand Maître des Templiers
  - Eudes Clément, abbé de Saint-Denis puis archevêque de Rouen.
- 20 mai : Kōsai, ancien moine de la secte bouddhiste Tendai et disciple controversé de Hōnen, partisan du ichinen-gi (一念義?, « Doctrine de simple récitation  ») qui conduit à sa censure publique, son expulsion ultérieure par Hōnen et à terme son exil dans l'île Shikoku.
- 10 juin : Rodrigo Jiménez de Rada, historien, évêque d’Osma en 1208 et archevêque de Tolède.
- 31 août : Conrad Ier de Mazovie, duc de Mazovie, de Cujavie et de Cracovie.
- 4 septembre : Balian d'Ibelin, seigneur de Beyrouth.
- 5 novembre : Ogasawara Nagatsune, héritier légitime de l'art ogasawara-ryū de l'archerie et du tir à l'arc à cheval.
- 24 décembre : Shōkū, disciple de Hōnen, fondateur de la secte bouddhiste jōdo-shū.
- 27 décembre : Hermann II de Weimar-Orlamünde, membre de la maison d'Ascanie, comte de Weimar-Orlamünde.

- Arnoul de la Pierre, évêque d'Amiens.
- Boson de Matha, seigneur de Cognac, comte de Bigorre et vicomte de Marsan.
- Guillaume X d'Auvergne, comte d'Auvergne.
- Henri le Raspon, ou Henri Raspe IV, landgrave de Thuringe, et un antiroi opposé à Conrad IV.
- Thibaut de Marly, moine cistercien, abbé de l'abbaye des Vaux-de-Cernay.
- Ferry Pasté, seigneur de Challerange, de Saint-Pierre-à-Arnes et maréchal de France.
- Armand de Périgord, 16e Maître de l'Ordre du Temple, précepteur de Sicile et de Calabre.
- Sophie de Danemark, princesse danoise.

date incertaine (vers 1247)
- Duncan, co-roi des Hébrides intérieures.
- Ruaidhri mac Raghnaill, noble d'Écosse, ayant combattu tant le royaume d'Écosse que les intérêts du royaume d'Angleterre, luttant contre les rois d'Écosse avec les MacWilliam révoltés.

## Crédit d'auteurs
- Cet article est partiellement ou en totalité issu de l'article intitulé « 1247 » (voir la liste des auteurs).